# Засецкий, Дмитрий Петрович
Дмитрий Петрович Засецкий (19 [31] августа 1833, Москва — 11 [23] июля 1881, Российская империя) — русский дворянин из рода Засецких, муромский уездный предводитель дворянства (1863—1866).

## Биография
Родился 19/31 августа 1833 года в Москве. Крещён в Николаевской церкви на Курьих ножках при восприемстве полковника князя Ивана Васильевича Вяземского и Надежды Петровны Засецкой (старшая сестра).
В мае 1853 года окончил Императорский Александровский лицей (XIX курс).
В чине надворного советника состоял при канцелярии Кавказского и Сибирского комитетов.
С 1863 по 1866 год служил в должности предводителя дворянста Муромского уезда.
Скончался 11 июля 1881 года.

## Семья
- Жена — княжна Надежда Захаровна Херхеулидзе (? — 1882, Феодосия), дочь З. С. Херхеулидзева. Наделала много шума в обществе, уйдя от мужа к князю Льву Голицыну от которого родила двух дочерей — Софью (род. 1871) и Надежду (род. 1876)[4]. 6 сентября 1890 года детям Л. С. Голицына и Херхеулидзе было дано «всемилостивейшее разрешение принять фамилию Голицыных».